# Роберт из Глостера

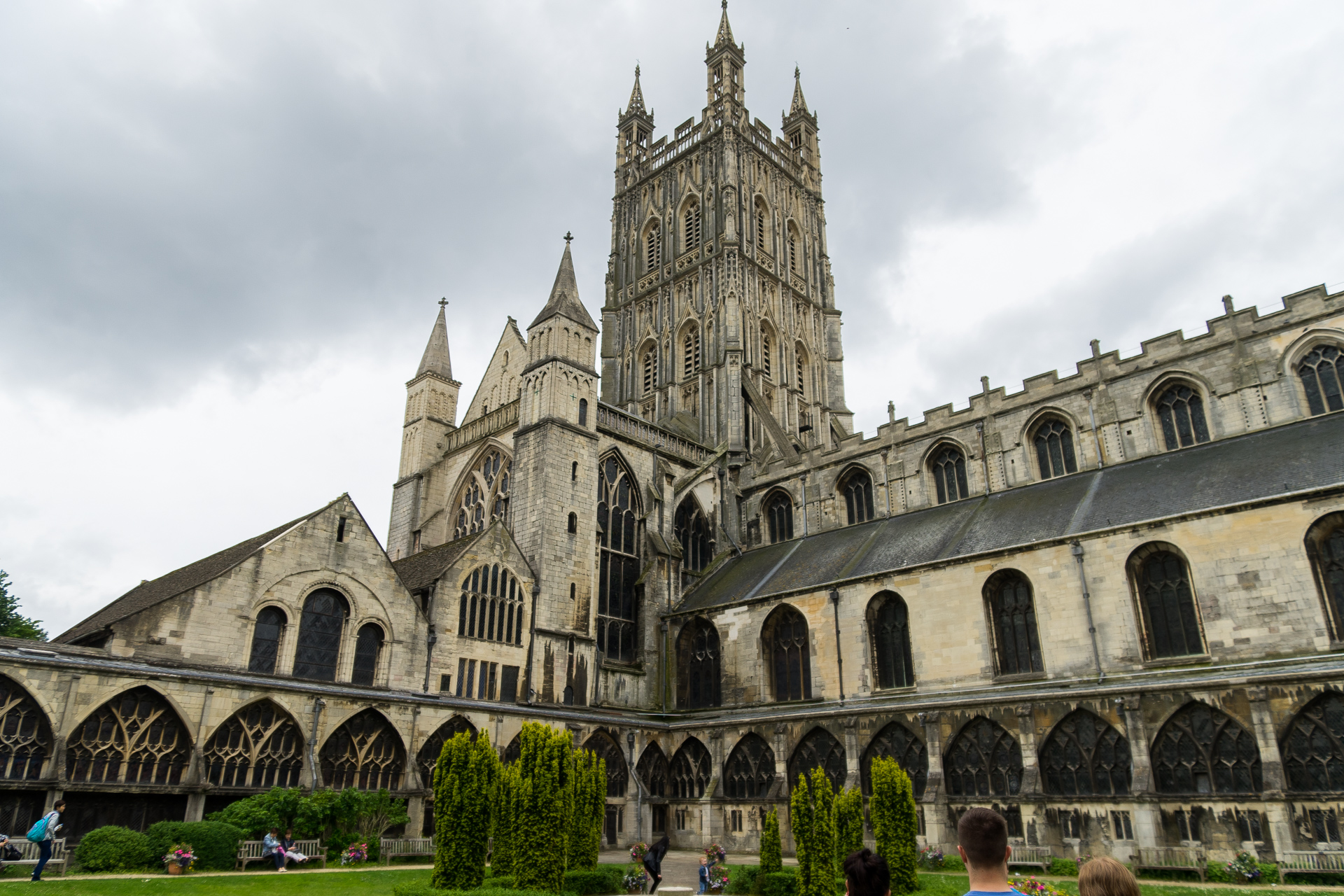
Глостерский кафедральный собор Святого Петра и Святой Неделимой Троицы, XI—XV вв.

Роберт из Глостера (англ. Robert of Gloucester, лат. Robertus Gloucestrensis, Robertus Claudiocestriensis; до 1260 — около 1300) — английский летописец, монах-бенедиктинец, предполагаемый автор рифмованной «Хроники Роберта Глостерского» (англ. The metrical chronicle of Robert of Gloucester), содержащей легендарную версию истории Англии, от мифического её основателя Брута Троянского до 1270 года.

## Биография
О самом Роберте мало что известно. Возможно, он был выходцем из Глостера в Глостершире, поскольку встречающиеся в его сочинении топографические привязки свидетельствуют о знакомстве его с окрестностями этого города. Вполне вероятно также, что он подвизался в тамошнем бенедиктинском аббатстве Святого Петра.
В то же время, единственным основанием считать его автором указанной хроники является отрывочное упоминание его имени в продолжении её пространной версии:
Roberd / þat verst þis boc made («Роберт / тот, кто первым создал эту книгу»). Впервые его упоминает под 1565 годом в своём «Собрании английских хроник» (англ. Summarie of Englyshe Chronicles) известный историк и антикварий эпохи Тюдоров Джон Стоу, как «Роберта, летописца эпохи Генриха III». В своей опубликованной в 1580 году «Хронике Англии» Стоу называет его уже «Робертом из Глостера».
В 1631 году поэт и антикварий Джон Уивер в своих «Древних надгробных памятниках» называет его «Робертом, уроженцем Глостера», а церковный историк Томас Фуллер в труде «Знаменитые люди Англии и Уэльса» (англ. The Worthies of England and Wales, 1662) описывает его как «Роберта Глостерского, монаха». В 1674 году Энтони Вуд в «Истории и древностях Оксфордского университета», цитируя его стихи о начале баронского мятежа против Генриха III в Оксфорде в 1263 году, называет его «оксфордским поэтом». Антикварий Томас Хирн, впервые издавший в 1724 году его хронику, писал, что он был монахом из Глостера и послан был для обучения в Оксфорд.

## Сочинения
Основными источниками для «Хроники Роберта Глостерского», составленной не ранее 1297 года, как это явствует из упоминания канонизации Людовика IX Святого, в легендарной её части, очевидно, послужили «История королей Британии» Гальфрида Монмутского (сер. XII в.) и поэма Лайамона «Брут» (нач. XIII в.). Исторические сведения автор хроники в части её до норманнского завоевания черпал в основном из «Англосаксонской хроники», «Истории англов» Генриха Хантингдонского, «Истории английских королей» Уильяма Мальмсберийского и трудов Элреда из Риво, а после — из разнообразных источников, среди которых выделяется «Южноанглийский легендарий», агиографический памятник, составленный таким же метрическим стихом в 1270—1285 годах.
Помимо характерных принципов стихосложения, выражающихся в использовании рифмованных двустиший и строк, состоящих из четырнадцати слогов с перерывом после восьмого слога, «Хронику Роберта Глостерского» с «Южноанглийским легендарием» сближают особенности диалекта, лексики, фразеологии, схожая повествовательная техника и даже принципы мировоззрения, заставляющего благочестивого автора становиться на сторону страдающего народа, угнетённого коррумпированной знатью и жестокими лордами. По мнению ряда исследователей, Роберт из Глостера, очевидно, располагал рукописным экземпляром легендария.
Значительный интерес представляют указания Роберта из Глостера на актуальность этнического разграничения в конце XIII века англичан и нормандцев (folc of Normandie), последние из которых традиционно считались к тому времени ассимилированными.  
Хроника является одним из последних литературных произведений, написанных на древнеанглийском языке, но на мерсийском его диалекте, характерном преимущественно для Глостершира, c отдельными заимствованиями из англо-нормандского.
Несмотря на интерес, проявленный к хронике Роберта Глостерского со стороны ранних английских антиквариев, включая её первого издателя Т. Хирна, позже авторитет её пошатнулся, и уже среди учёных XIX века, в том числе Уильяма Олдиса Райта, подготовившего в 1887 году её научную публикацию в серии Rolls Series, она считалась почти бесполезной в качестве исторического источника и бездарной как поэтическое произведение.
Позднейшие исследования показали, что хроника могла иметь нескольких авторов, Роберт Глостерский же составил лишь заключительную её часть из 3000 строк, в центре внимания которой находятся события современной ему истории, в первую очередь вторая война баронов с королём Генрихом III и кульминация её — разгром армии Симона де Монфора в битве при Ившеме (1265), сопровождавшейся описанным автором солнечным затмением.
Роберту из Глостера долгое время приписывалось также написанное метрическим стихом агиографическое сочинение «Жизнеописания святых» (англ. Lives of the Saints), язык которого имеет немало общего с языком его хроники. Его также считали автором отдельных житий, в частности, Святого Альбана, Святого Патрика, Святой Бригитты, Святого Альфеджа, Святого Брендана, а также мученичества Св. Томаса Бекета.

## Рукописи и редакции
Хроника сохранилась в двух редакциях — ранней, пространной, состоящей из 12 000 стихов и доводящей события до 1270 года, и поздней, краткой, состоящей из 10 000 стихов и продолжающей изложение до 1272 года, а в анонимном продолжении до 1280-х годов. В изложении событий до смерти короля Генриха I Боклерка в 1135 году обе версии практически идентичны, однако в краткой версии ранняя история Англии в большей степени основана на поэме Лайамона «Брут». Каждая из версий представлена семью манускриптами.
Рукописи пространной редакции:

1. Cotton Caligula MS A. xi (собрание Коттона, Британская библиотека)

2. BL Add. MS 19677 (Британская библиотека)

3. Harley MS 201 (собрание Р. Харли, Британская библиотека)

4. BL Add. MS 18631 (Британская библиотека)

5. Glasgow, Hunterian MS V. 3. 13 (s. xvi mid.) (собрание Хантерианского музея в Глазго)

6. Balliol College, Oxford, MS 695.h.6: two binding fragments (собрание Колледжа Баллиола Оксфордского университета)

7. College of Arms MS lviii (собрание Геральдической палаты в Лондоне)
Рукописи краткой редакции:

1. Trinity College, Cambridge MS R.4.26 (собрание Тринити-колледжа Кембриджского университета)

2. Magdalene College, Cambridge, Pepys Library MS 2014 (собрание Колледжа Магдалины Кембриджского университета)

3. Bodleian Library, Digby MS 205 (Бодлианская библиотека Оксфордского университета)

4. Huntington Library, MS HM. 126 (Библиотека Хантингтона, Лос-Анджелес)

5. London University Library MS 278 (Библиотека Лондонского университета)

6. BL Sloane MS 2027 (коллекция Ганса Слоана, Британская библиотека)

7. Cambridge University Library MS Ee.4.31 (Библиотека Кебриджского университета)